# Mune, O Guardião da Lua
Mune, Le Gardien de la Lune (no Brasil e Portugal: Mune, O Guardião da Lua) é um filme de fantasia e aventura animado em 3D francês de 2014 dirigido por Benoît Philippon e Alexandre Heboyan e escrito por Jérôme Fansten e Benoît Philippon. Situado em um mundo imaginário, o filme conta a aventura de uma pequena criatura (que é a guardiã da Lua) que deve recuperar o Sol roubado. O filme foi feito com computação gráfica e estereoscopia 3D, e conta com as vozes de Michael Gregorio, Omar Sy e Izïa Higelin. O filme estreou no Forum des images em 6 de dezembro de 2014 e foi lançado nos cinemas na França em 14 de outubro de 2015.
Ganhou $14,5 milhões em um orçamento de $17 milhões relatado. Também recebeu indicações para o Festival de Cinema de Animação de Annecy para o Prêmio Cristal de Melhor Longa-Metragem e o Prêmio Mundial de Trilha Sonora para Compositor de Trilha Sonora do Ano para o compositor musical do filme, Bruno Coulais (compositor de Coraline e Song of the Sea). O filme ganhou o Prêmio do júri de jovens no TIFF Kids International Film Festival e o Prêmio de Melhor Filme no Tokyo Anime Award.

## Sinopse
Em um mundo imaginário, um pequeno Sol e uma Lua foram feitos pelos primeiros Guardiões para aquecer um pequeno planeta habitado por pessoas diferentes, mas maravilhosas. Os Guardiões, geração após geração, preservam a harmonia do mundo. As pessoas do dia e da noite vivem em relativa harmonia, embora sejam muito diferentes umas das outras. Mas, nas profundezas do planeta, Necross aguarda a oportunidade de definir a escuridão sobre o mundo.
Aproxima-se o dia em que o aprendiz guardião do Sol, Sohone, e o aprendiz guardião da Lua, Leeyoon, assumirão o lugar dos atuais Guardiões do Sol e da Lua (Xolal e Yule, respectivamente). No dia de sua indução, a luz do Sol aceita Sohone como planejado, mas Leeyoon é vetado pelo Ewe lunar, que escolhe um jovem Fauno chamado Mune. Na noite seguinte, um chateado Leeyoon é visitado por cobras pálidas que despertam seu ciúme e o aconselham a colocar Sohone contra Mune. Enquanto isso, Mune tem problemas para manobrar o templo da Lua corretamente: o templo sai de seu caminho e interfere com Sohone. Enquanto Sohone sai de seu templo para repreender Mune, Necross envia seus dois diabinhos para roubar o Sol e trazê-lo para ele. Necross faz o Sol morrer gradualmente. A noite cai em toda parte,
Mune e Sohone partiram em uma busca para encontrar o Sol desaparecido, acompanhados por uma jovem garota de cera chamada Glim. Graças aos seus conhecimentos de astronomia e às antigas histórias de como o mundo se formou, o grupo consegue passar pelo Grande Buraco Azul, um lago sob o qual se abre o grande abismo que leva às profundezas do mundo. Mune cuida de Glim já que ela pode congelar e quebrar na água fria. Enquanto submerso, o grupo encontra Phospho, um dos anteriores Guardiões da Lua. Ele acorda Glim usando seu poder e os leva até a entrada do submundo, onde vive Necross.
Enquanto isso, Leeyoon assume o lugar de Mune no templo da Lua, mas ele não pode controlá-lo. A Lua minguou e se desfez em pó, fazendo com que o templo enlouquecesse e começasse a galopar por toda parte. Ele acaba no submundo onde estão Mune, Sohone e Glim. Mune, acompanhado por Glim, cuida da Lua enquanto Sohone mergulha no submundo para recuperar o sol. Mune descobre que pode acalmar o templo da Lua usando seus poderes de brilho mágico. Leeyoon admite a ele que a Lua está perdida, mas Mune e Glim vão para a pedreira lunar do mundo dos sonhos para esculpir uma nova lua crescente. A lua nova é lançada no céu.
Com esta tarefa cumprida, Mune e Glim reencontram Sohone no mundo das trevas. Durante esse tempo, Sohone é cercado por uma massa de cobras pálidas que zombam dele e tentam enlouquecê-lo de ódio. Sohone é salvo pela intervenção de Phospho, que se sacrifica para acalmar e libertar Sohone, destruindo a parede da cobra no processo. Sohone, Mune e Glim então confrontam Necross e seus diabinhos. Sohone vai contra Necross, mas não consegue enfraquecê-lo. Mune finalmente se livra de um dos diabinhos. Glim encontra o Sol e sopra sobre ele para reavivar seu fogo, mas isso faz com que ela derreta. Um coração partido Mune soluça sobre o sacrifício de Glim, então usa seus poderes de sonho para derrotar Necross e percebe que Necross estava sendo influenciado por uma cobra pálida, que ele então puxa e destrói.
A derrota de Necross leva à paz para o mundo, e os dois jovens Guardiões são capazes de retomar a trajetória normal de seus templos. Mune também reconstrói Glim, e a energia combinada do sol e da lua ao amanhecer com o fragmento da lua de Glim a revive. Mune e Glim se encontram e se beijam, antes de dar a volta ao mundo no templo da lua.

## Elenco
- Michaël Grégorio como Mune.
- Izïa Higelin como Glim.
- Omar Sy como Sohone.
- Féodor Atkine como Leeyoon.
- Eric Herson-Macarel como Necross.
- Michel Mella como Mox.
- Fabrice Josso como Spleen.
- Patrick Poivey como Phospho.
- Jean Claude Donda como Xolal.
- Benoît Allemane como Yule.
- Patrick Prejean como Pai da Glim.
- Damien Boisseau como Pai do Mune.
- Patrice Dozier como Krrack.
- Enmanuel Curtil como Zucchini.

## Produção
A ideia original do filme nasceu com um projeto do escritor Benoît Philippon, que pretendia iniciar um curta-metragem live action em um ambiente inspirado nos filmes de Terry Gilliam: a história de um personagem que vive em uma floresta e ganha a Lua, espetando com uma corda. O projeto logo se revelou inviável para o formato de curta-metragem e Benoît Philippon passou a transformá-lo em um projeto de longa-metragem. Ele desenvolveu e criou um universo poético mais complexo, com cosmogonia própria e diferentes habitantes relacionados ao Sol e à Lua. O universo se formou ainda mais com a contribuição de Nicolas Marlet, que desenhou os personagens, e de Aurelian Prédal, diretor artístico do filme. Os personagens humanos foram concebidos como híbridos entre seres humanos, animais e vários materiais. Mune é uma criatura da floresta com pelos e está relacionada com a noite; sua natureza tímida e taciturna é inspirada no personagem principal do filme Edward Scissorhands, de Tim Burton. Sohone está ligado ao Sol e seu corpo é feito de âmbar; sua personalidade "boca grande" é inspirada em personagens como Buzz Lightyear do filme de animação da Pixar Toy Story ou Han Solo de Star Wars. Glim é feita de cera que a torna frágil e ameaçada ao ser exposta ao sol, mas é uma oportunidade de mostrar um personagem com deficiência, lutando para compensar com sua coragem. O senhor do mal Necross com seus dois diabinhos, Mox e Spleen, são vulcões, dando oportunidade de trabalhar em texturas de lava e fuligem. O roteiro foi co-escrito por Benoît Philippon e Jerome Fansten. Ele conhece várias reescritas, incluindo mudanças que foram feitas durante a criação do storyboard para o desenvolvimento visual do filme que viu o nascimento de novas ideias, incluindo a dos templos móveis no mundo de Mune. A aposta da trama, definida desde muito cedo, era a ideia de personagens irem em busca do Sol como um Santo Graal. O desafio do projeto era desenvolver um filme clássico compreensível por um grande público, incluindo os mais jovens, sem abrir mão da originalidade e da poesia do mundo pensada para Mune. O filme foi dirigido principalmente em CGI, exceto por algumas cenas sobre o passado do planeta e aquelas que ocorrem no mundo dos sonhos, que são feitas em animação 2D.

## Música
A música original do filme foi composta e orquestrada por Bruno Coulais (compositor de Coraline e Song of the Sea). A trilha sonora também contém “Happy” escrita e interpretada por C2C e Derek Martin. A trilha sonora foi lançada em 16 de outubro de 2015.

## Lançamento
Estreou no Forum des images em 6 de dezembro de 2014. Estreou na América do Norte no Festival Internacional de Cinema Infantil de Nova York em 14 de março de 2015. O filme fez parte da seleção oficial do Festival de Cinema de Animação de Annecy em 2015.
O filme foi lançado nos cinemas da França em 14 de outubro de 2015 pela Paramount Pictures.
Na França, no dia de seu lançamento, quarta-feira, 14 de outubro de 2015, Mune: Guardian of the Moon tinha se saído relativamente bem em Paris com um início de 457 entradas no dia em 14 telas onde o filme é operado na capital, o que classifica quinto entre os filmes lançados naquele dia. Na primeira semana, o filme teve 128 279 inscrições. No final de 2015, Mune, Le Gardien de la Lune reúne 524.000 entradas e é um dos 100 filmes franceses que mais atraiu espectadores em 2015.
Nos Estados Unidos, GKIDS lançou o filme nos cinemas para um evento de apenas um dia em 12 de agosto de 2017. Em contraste com a dublagem original, seu lançamento redublou algumas das vozes com Rob Lowe, Christian Slater, Patton Oswalt, Ed Helms e Jeff Dunham. Teve um lançamento em home video em 26 de setembro de 2017.

## Recepção
Durante seu lançamento na França em outubro de 2015, Mune, Le Gardien de la Lune foi bem recebido pela crítica de imprensa. As principais qualidades reconhecidas do filme são a sua estética e o seu mundo, este último considerado poético e original. No diário gratuito francês 20 Minutes, Caroline Vié fala de "estética extraordinária" e acredita que o filme "surpreende constantemente as pessoas com sua inventividade". Na Première, Christopher Narbinne fala sobre uma "direção artística inventiva" e sobre "designs de personagens únicos". No L'Express, Eric Libiot afirma que o filme é "esplêndido e comovente" e mostra que "a animação francesa está em muito bom estado" com uma animação "ambiciosa" e um universo que "mescla mitologia, é universal e tenta permanecer aberto a todos". Na revista feminina Elle, Helena Villovith julga que "a qualidade poética dos personagens, a riqueza do cenário e o clima das sequências oníricas não precisam empalidecer diante de clássicos como Toy Story ou Mononoke Hime." Os críticos se dividem quanto à qualidade dos roteiros: geralmente bem-vinda, deixa alguns críticos menos convencidos. No L'Express, Eric Libiot o julga "belo e inteligente"; ele descreve o cenário como "romântico" e aprecia que "se transforme em um filme progressivo" e que "o ritmo demore voluntariamente". No Le Dauphiné Libéré, Jean Serroy acredita que tudo é "muito inventivo em termos de personagens e aventuras, perfeito para uma visão em família". No Le Journal du dimanche, Barbara Théate viu o filme como uma "história para crianças, rica em personagens malucos e reviravoltas divertidas". É "uma obra original com sofisticação", segundo Philippe Lauguche da Quest France. A revista Téléramaa considera "mágico e terrivelmente eficaz" sob a pena de Guillemette Odicino, que reconhece várias influências: o fauno Mune o lembra do mundo de Luc Besson, Glim o de Tim Burton, enquanto as criaturas maravilhosas o lembram dos filmes de Hayao Miyazaki e as pinturas de Salvador Dalí. Na revista de cinema Première, Christophe Narbonne reconhece uma certa poesia ao filme, mas considera o cenário "muito formal" e pensa que não corresponde à sua estética. Em sua crítica para Elle, Helena Villovitch lamenta que "o papel da única menina seja decorativo, batendo as pestanas e admirando as proezas dos homens que são promovidos a posições de responsabilidade. Mesmo assim, ela é a que mais amamos!"

## Prêmios
O filme foi inscrito como um dos 27 filmes de animação considerados na categoria de Melhor Animação do 89º Oscar.

### Elogios
| Prêmio / Festival de Cinema                | Categoria                               | Destinatários e nomeados | Resultado |
| ------------------------------------------ | --------------------------------------- | ------------------------ | --------- |
| Festival de Cinema de Animação de Annecy   | Prêmio Cristal de Melhor Longa-Metragem |                          | Indicado  |
| Festival Internacional de Cinema TIFF Kids | Prêmio do júri de jovens                |                          | Venceu    |
| Stockholm Film Festival Junior             | Prêmio de Melhor Filme de 6 a 10 anos   |                          | Venceu    |
| Tokyo Anime Award                          | Prêmio de Melhor Filme                  |                          | Venceu    |
| World Soundtrack Award                     | Compositor de trilha sonora do ano      | Bruno Coulais            | Indicado  |

## Ligações Externas
Mune, O Guardião da Lua. no IMDb. 
«Mune: Guardian of the Moon» (em inglês) no Rotten Tomatoes